# Джон Кемпбелл (веслувальник)
Джон Кемпбелл (англ. John Campbell, 13 квітня 1899 — 20 лютого 1939) — британський академічний веслувальник.
Срібний призер Олімпійських Ігор 1920 року в складі вісімки.